# Pstropióry
Pstropióry (Rollulinae) – podrodzina ptaków z rodziny kurowatych (Phasianidae).

## Rozmieszczenie geograficzne
Podrodzina obejmuje gatunki występujące w Afryce i Azji.

## Systematyka
Do podrodziny należą następujące rodzaje:
- Xenoperdix Dinesen, Lehmberg, Svendsen, Hansen & Fjeldså, 1994 – jedynym przedstawicielem jest Xenoperdix udzungwensis Dinesen, Hansen, Lehmberg, Svendsen & Fjeldså, 1994 – rdzawobród
- Caloperdix Blyth, 1861 – jedynym przedstawicielem jest Caloperdix oculeus (Temminck, 1815) – rdzawopiór
- Rollulus Bonnaterre, 1791 – jedynym przedstawicielem jest Rollulus rouloul (Scopoli, 1786) – bezszpon
- Melanoperdix Jerdon, 1864 – jedynym przedstawicielem jest Melanoperdix niger (Vigors, 1829) – czarnopiór
- Arborophila Hodgson, 1837